# Aušrinė Norkienė

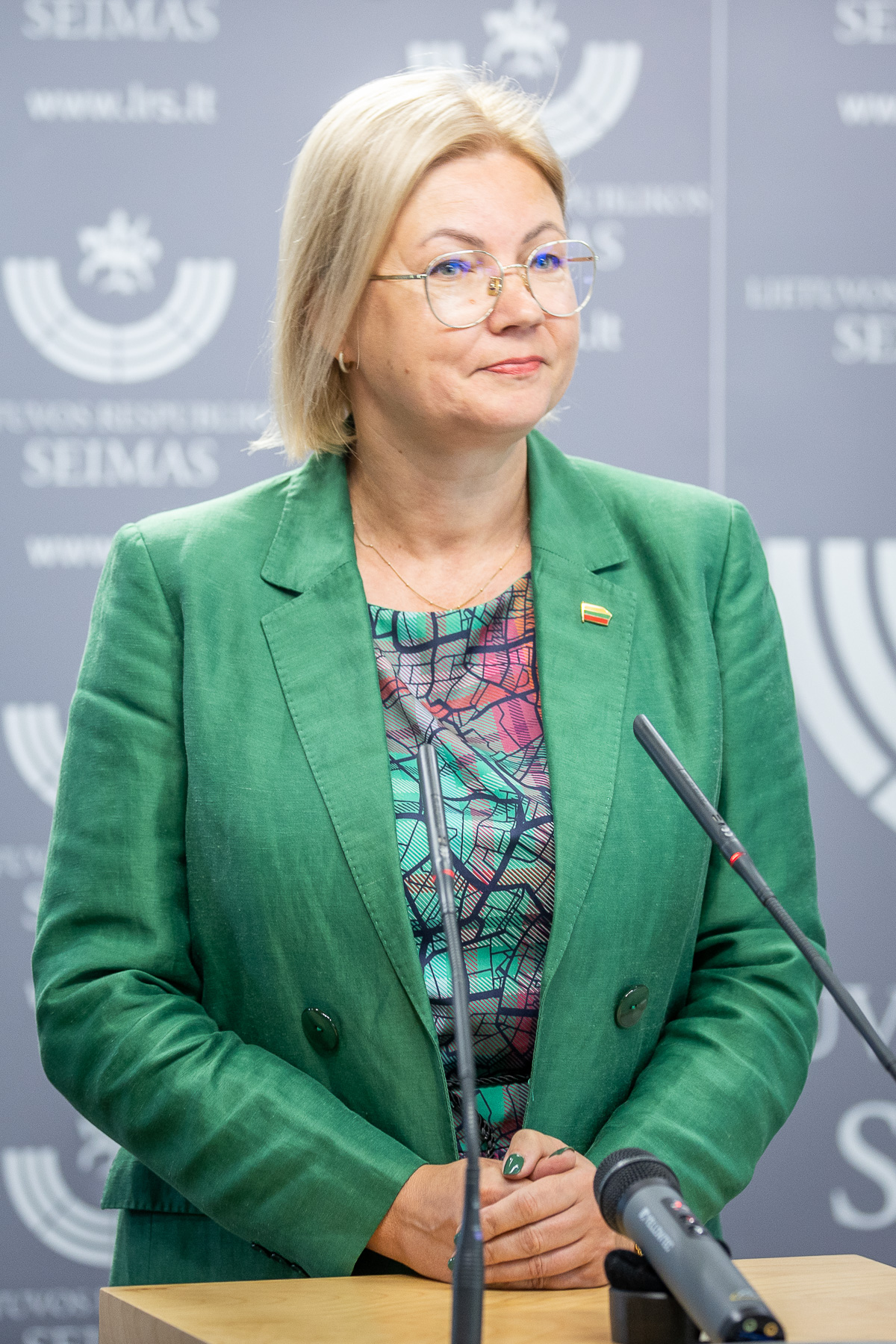
Aušrinė Norkienė

Aušrinė Norkienė (* 1975 in Pagramantis, Rajongemeinde Tauragė) ist eine litauische Politikerin. Sie wurde 2016 als Abgeordnete der Partei Lietuvos valstiečių ir žaliųjų sąjunga in den Seimas gewählt.

## Leben
Nach dem Abitur 1992 an der 1. Mittelschule Tauragė absolvierte Aušrinė Norkienė 1996 das Studium der Pädagogik am Pedagoginis institutas in Šiauliai und wurde Grundschullehrerin sowie Musiklehrerin. 1998 absolvierte sie das Masterstudium der Sozialwissenschaften an der Klaipėdos universitetas in Klaipėda und 2012 das Masterstudium der Verwaltung an der Kauno technologijos universitetas in Kaunas.
Ab 1997 arbeitete sie in Tauragė als Lehrerin. Von 2015 bis 2016 war sie Vizebürgermeisterin von Tauragė.